# Championnats du monde de biathlon 2015
Navigation
Nové Město na Moravě 2013 Oslo 2016
La 52e édition des Championnats du monde de biathlon, organisée par l'Union internationale de biathlon, se déroule du 3 au 15 mars 2015 à Kontiolahti en Finlande. Elle est intégrée à la coupe du monde de biathlon 2014-2015.
Chez les hommes, les quatre courses voient des vainqueurs différents, avec parmi eux Johannes Thingnes Bø, qui obtient le premier titre mondial de sa carrière. Marie Dorin-Habert gagne les titres du sprint et de la poursuite, avant de remporter deux autres l'année suivante.

## Calendrier
| Heure | Horaire local de l'épreuve (UTC +2) |

| Évènements            | Évènements                         | Calendrier | Calendrier | Calendrier | Calendrier | Calendrier | Calendrier | Calendrier | Calendrier | Calendrier | Calendrier | Calendrier | Calendrier |  |
| Évènements            | Évènements                         | mer 4      | jeu 5      | ven 6      | sam 7      | dim 8      | lun 9      | mar 10     | mer 11     | jeu 12     | ven 13     | sam 14     | dim 15     |  |
| Évènements            | Évènements                         | Mars 2015  |            |            |            |            |            |            |            |            |            |            |            |  |
| Cérémonie d'ouverture | Cérémonie d'ouverture              | •          |            |            |            |            |            |            |            |            |            |            |            |  |
|                       |                                    |            |            |            |            |            |            |            |            |            |            |            |            |  |
| Hommes                |                                    |            |            |            |            |            |            |            |            |            |            |            |            |  |
| Individuel (20 km)    |                                    |            |            |            |            |            |            |            | 17 h 15    |            |            |            |            |  |
| Sprint (10 km)        |                                    |            |            | 13 h 00    |            |            |            |            |            |            |            |            |            |  |
| Poursuite (12,5 km)   |                                    |            |            |            | 13 h 15    |            |            |            |            |            |            |            |            |  |
| Mass start (15 km)    |                                    |            |            |            |            |            |            |            |            |            |            | 16 h 15    |            |  |
| Relais (4 × 7,5 km)   |                                    |            |            |            |            |            |            |            |            |            | 16 h 30    |            |            |  |
|                       |                                    |            |            |            |            |            |            |            |            |            |            |            |            |  |
| Femmes                |                                    |            |            |            |            |            |            |            |            |            |            |            |            |  |
| Individuel (15 km)    |                                    |            |            |            |            |            |            | 17 h 15    |            |            |            |            |            |  |
| Sprint (7,5 km)       |                                    |            |            | 16 h 30    |            |            |            |            |            |            |            |            |            |  |
| Poursuite (10 km)     |                                    |            |            |            | 16 h 00    |            |            |            |            |            |            |            |            |  |
| Mass start (12,5 km)  |                                    |            |            |            |            |            |            |            |            |            |            | 13 h 30    |            |  |
| Relais (4 × 6 km)     |                                    |            |            |            |            |            |            |            |            | 17 h 15    |            |            |            |  |
|                       |                                    |            |            |            |            |            |            |            |            |            |            |            |            |  |
| Mixte                 | Relais (2 × 6 km F + 2 × 7,5 km H) |            | 17 h 15    |            |            |            |            |            |            |            |            |            |            |  |
|                       |                                    |            |            |            |            |            |            |            |            |            |            |            |            |  |

## Tableau des médailles
| Rang  | Nation    | Or | Argent | Bronze | Total |
| ----- | --------- | -- | ------ | ------ | ----- |
| 1     | France    | 3  | 2      | 1      | 6     |
| 2     | Allemagne | 3  | 2      | -      | 5     |
| 3     | Norvège   | 1  | 2      | 4      | 7     |
| 4     | Tchéquie  | 1  | 2      | 1      | 4     |
| 5     | Russie    | 1  | 1      | -      | 2     |
| 6     | Ukraine   | 1  | -      | 1      | 2     |
| 7     | Slovénie  | 1  | -      | -      | 1     |
| 8     | Pologne   | -  | 1      | 1      | 2     |
| 9     | Canada    | -  | 1      | -      | 1     |
| 10    | Italie    | -  | -      | 2      | 2     |
| 11    | Finlande  | -  | -      | 1      | 1     |
| Total | Total     | 11 | 11     | 11     | 33    |

## Athlètes multi-médaillés
| Rang | Nation                 | Or | Argent | Bronze | Total |
| ---- | ---------------------- | -- | ------ | ------ | ----- |
| 1    | Marie Dorin-Habert     | 2  | 2      | 0      | 4     |
| 2    | Erik Lesser            | 2  | 0      | 0      | 2     |
| 3    | Johannes Thingnes Bø   | 1  | 1      | 1      | 3     |
| -    | Martin Fourcade        | 1  | 1      | 1      | 3     |
| -    | Ondřej Moravec         | 1  | 1      | 1      | 3     |
| 6    | Laura Dahlmeier        | 1  | 1      | 0      | 2     |
| -    | Franziska Preuß        | 1  | 1      | 0      | 2     |
| -    | Gabriela Soukalová     | 1  | 1      | 0      | 2     |
| 9    | Valj Semerenko         | 1  | 0      | 1      | 2     |
| 10   | Anaïs Bescond          | 0  | 2      | 0      | 2     |
| -    | Emil Hegle Svendsen    | 0  | 2      | 0      | 2     |
| 12   | Tarjei Bø              | 0  | 1      | 4      | 5     |
| 13   | Jean-Guillaume Béatrix | 0  | 1      | 1      | 2     |
| -    | Weronika Nowakowska    | 0  | 1      | 1      | 2     |
| 15   | Karin Oberhofer        | 0  | 0      | 2      | 2     |

## Podiums

### Hommes
| Épreuves                              | Or                                                                  | Argent                                                                                 | Bronze                                                                                     |
| ------------------------------------- | ------------------------------------------------------------------- | -------------------------------------------------------------------------------------- | ------------------------------------------------------------------------------------------ |
| Individuel 20 km résultats détaillés  | Martin Fourcade France                                              | Emil Hegle Svendsen Norvège                                                            | Ondřej Moravec Tchéquie                                                                    |
| Sprint 10 km résultats détaillés      | Johannes Thingnes Bø Norvège                                        | Nathan Smith Canada                                                                    | Tarjei Bø Norvège                                                                          |
| Poursuite 12,5 km résultats détaillés | Erik Lesser Allemagne                                               | Anton Shipulin Russie                                                                  | Tarjei Bø Norvège                                                                          |
| Mass start 15 km résultats détaillés  | Jakov Fak Slovénie                                                  | Ondřej Moravec Tchéquie                                                                | Tarjei Bø Norvège                                                                          |
| Relais 4 × 7,5 km résultats détaillés | Allemagne- Erik Lesser - Daniel Böhm - Arnd Peiffer - Simon Schempp | Norvège- Ole Einar Bjørndalen - Tarjei Bø - Johannes Thingnes Bø - Emil Hegle Svendsen | France- Simon Fourcade - Jean-Guillaume Béatrix - Quentin Fillon Maillet - Martin Fourcade |

### Femmes
| Épreuves                               | Or                                                                                 | Argent                                                                           | Bronze                                                                     |
| -------------------------------------- | ---------------------------------------------------------------------------------- | -------------------------------------------------------------------------------- | -------------------------------------------------------------------------- |
| Individuel 15 km résultats détaillés   | Ekaterina Yurlova Russie                                                           | Gabriela Soukalová Tchéquie                                                      | Kaisa Mäkäräinen Finlande                                                  |
| Sprint 7,5 km résultats détaillés      | Marie Dorin-Habert France                                                          | Weronika Nowakowska Pologne                                                      | Valj Semerenko Ukraine                                                     |
| Poursuite 10 km résultats détaillés    | Marie Dorin-Habert France                                                          | Laura Dahlmeier Allemagne                                                        | Weronika Nowakowska Pologne                                                |
| Mass Start 12,5 km résultats détaillés | Valj Semerenko Ukraine                                                             | Franziska Preuß Allemagne                                                        | Karin Oberhofer Italie                                                     |
| Relais 4 × 6 km résultats détaillés    | Allemagne- Franziska Hildebrand - Franziska Preuß - Vanessa Hinz - Laura Dahlmeier | France- Anais Bescond - Enora Latuillière - Justine Braisaz - Marie Dorin-Habert | Italie- Lisa Vittozzi - Karin Oberhofer - Nicole Gontier - Dorothea Wierer |

### Mixte
| Épreuves                                         | Or                                                                                 | Argent                                                                                | Bronze                                                                              |
| ------------------------------------------------ | ---------------------------------------------------------------------------------- | ------------------------------------------------------------------------------------- | ----------------------------------------------------------------------------------- |
| Relais 2 × 6 km + 2 × 7,5 km résultats détaillés | Tchéquie- Veronika Vítková - Gabriela Soukalová - Michal Šlesingr - Ondřej Moravec | France- Anaïs Bescond - Marie Dorin-Habert - Jean-Guillaume Béatrix - Martin Fourcade | Norvège- Fanny Welle-Strand Horn - Tiril Eckhoff - Johannes Thingnes Bø - Tarjei Bø |

## Résultats détaillés

### Hommes

#### Individuel (20 km)
| Rang               | Biathlète            | Minutes de pénalité | Résultat      | Retard         |
| ------------------ | -------------------- | ------------------- | ------------- | -------------- |
| Médaille d'or      | Martin Fourcade      | 0+1+0+0             | 47 min 29 s 4 | —              |
| Médaille d'argent  | Emil Hegle Svendsen  | 0+0+0+0             | 47 min 50 s 3 | + 20 s 9       |
| Médaille de bronze | Ondřej Moravec       | 0+1+0+0             | 48 min 09 s 9 | + 40 s 5       |
| 4                  | Simon Fourcade       | 0+0+0+0             | 48 min 15 s 1 | + 45 s 7       |
| 5                  | Serhiy Semenov       | 1+0+0+0             | 48 min 25 s 4 | + 56 s 0       |
| 6                  | Ole Einar Bjørndalen | 1+0+0+0             | 48 min 41 s 5 | + 1 min 12 s 1 |
| 7                  | Johannes Thingnes Bø | 0+0+1+0             | 48 min 43 s 6 | + 1 min 14 s 2 |
| 8                  | Simon Schempp        | 0+1+1+0             | 48 min 44 s 3 | + 1 min 14 s 9 |
| 9                  | Alexey Volkov        | 0+0+0+0             | 49 min 12 s 3 | + 1 min 42 s 9 |
| 10                 | Jakov Fak            | 0+1+0+1             | 49 min 14 s 9 | + 1 min 45 s 5 |

#### Sprint (10 km)
| Rang               | Biathlète            | Temps         | Fautes | Retard   |
| ------------------ | -------------------- | ------------- | ------ | -------- |
| Médaille d'or      | Johannes Thingnes Bø | 24 min 12 s 8 | 0+1    | —        |
| Médaille d'argent  | Nathan Smith         | 24 min 24 s 9 | 0+1    | + 12 s 1 |
| Médaille de bronze | Tarjei Bø            | 24 min 38 s 1 | 0+0    | + 25 s 3 |
| 4                  | Simon Fourcade       | 24 min 42 s 3 | 0+1    | + 29 s 5 |
| 5                  | Erik Lesser          | 24 min 43 s 1 | 0+1    | + 30 s 3 |
| 6                  | Evgeniy Garanichev   | 24 min 48 s 4 | 0+2    | + 35 s 6 |
| 7                  | Michal Šlesingr      | 24 min 48 s 9 | 1+1    | + 36 s 1 |
| 8                  | Vladimir Iliev       | 24 min 53 s 0 | 1+0    | + 40 s 2 |
| 9                  | Ondřej Moravec       | 24 min 56 s 7 | 0+1    | + 43 s 9 |
| 10                 | Benedikt Doll        | 24 min 59 s 3 | 0+2    | + 46 s 5 |

#### Poursuite (12,5 km)
| Rang               | Biathlète            | Temps         | Fautes  | Retard         |
| ------------------ | -------------------- | ------------- | ------- | -------------- |
| Médaille d'or      | Erik Lesser          | 30 min 47 s 9 | 0+0+0+0 | —              |
| Médaille d'argent  | Anton Shipulin       | 31 min 04 s 9 | 0+1+0+0 | + 17 s 0       |
| Médaille de bronze | Tarjei Bø            | 31 min 06 s 6 | 0+0+1+0 | + 18 s 7       |
| 4                  | Michal Šlesingr      | 31 min 08 s 3 | 1+0+0+0 | + 20 s 4       |
| 5                  | Ole Einar Bjørndalen | 31 min 31 s 8 | 0+0+1+1 | + 43 s 9       |
| 6                  | Vladimir Iliev       | 31 min 33 s 8 | 0+0+1+1 | + 45 s 9       |
| 7                  | Martin Fourcade      | 31 min 49 s 9 | 0+1+1+1 | + 1 min 02 s 0 |
| 8                  | Jakov Fak            | 31 min 52 s 4 | 1+2+0+0 | + 1 min 04 s 5 |
| 9                  | Ondřej Moravec       | 31 min 54 s 6 | 0+1+1+0 | + 1 min 06 s 7 |
| 10                 | Simon Fourcade       | 31 min 56 s 5 | 0+0+1+2 | + 1 min 08 s 6 |

#### Mass Start (15 km)
| Rang               | Biathlète            | Temps         | Fautes  | Retard   |
| ------------------ | -------------------- | ------------- | ------- | -------- |
| Médaille d'or      | Jakov Fak            | 36 min 24 s 9 | 0+0+1+0 | —        |
| Médaille d'argent  | Ondřej Moravec       | 36 min 25 s 9 | 1+0+0+0 | + 1 s 0  |
| Médaille de bronze | Tarjei Bø            | 36 min 28 s 6 | 0+0+1+0 | + 3 s 7  |
| 4                  | Ole Einar Bjørndalen | 36 min 35 s 1 | 0+0+0+0 | + 10 s 2 |
| 5                  | Michal Šlesingr      | 36 min 43 s 3 | 1+0+2+0 | + 18 s 4 |
| 6                  | Johannes Thingnes Bø | 36 min 43 s 6 | 0+0+2+0 | + 18 s 7 |
| 7                  | Anton Shipulin       | 36 min 47 s 7 | 0+1+2+0 | + 22 s 8 |
| 8                  | Simon Schempp        | 36 min 50 s 5 | 0+1+1+0 | + 25 s 6 |
| 9                  | Simon Fourcade       | 36 min 52 s 8 | 0+0+0+1 | + 27 s 9 |
| 10                 | Martin Fourcade      | 38 min 55 s 8 | 0+1+2+1 | + 30 s 9 |

### Femmes

#### Individuel (15 km)
| Rang               | Biathlète            | Minutes de pénalité | Résultat      | Retard         |
| ------------------ | -------------------- | ------------------- | ------------- | -------------- |
| Médaille d'or      | Ekaterina Yurlova    | 0+0+0+0             | 41 min 32 s 2 | —              |
| Médaille d'argent  | Gabriela Soukalová   | 0+0+0+1             | 41 min 55 s 4 | + 23 s 2       |
| Médaille de bronze | Kaisa Mäkäräinen     | 0+1+1+0             | 41 min 56 s 6 | + 24 s 4       |
| 4                  | Dorothea Wierer      | 0+1+0+0             | 41 min 57 s 0 | + 24 s 8       |
| 5                  | Daria Virolaynen     | 0+0+1+0             | 42 min 10 s 1 | + 37 s 9       |
| 6                  | Laura Dahlmeier      | 1+1+0+0             | 42 min 12 s 7 | + 40 s 5       |
| 7                  | Anaïs Bescond        | 0+1+0+0             | 42 min 37 s 9 | + 1 min 05 s 7 |
| 8                  | Veronika Vitková     | 0+0+1+1             | 42 min 53 s 4 | + 1 min 21 s 2 |
| 9                  | Monika Hojnisz       | 1+0+0+0             | 42 min 54 s 2 | + 1 min 22 s 0 |
| 10                 | Franziska Hildebrand | 1+0+0+1             | 43 min 54 s 7 | + 2 min 22 s 5 |

#### Sprint (7,5 km)
| Rang               | Biathlète            | Temps         | Fautes | Retard         |
| ------------------ | -------------------- | ------------- | ------ | -------------- |
| Médaille d'or      | Marie Dorin-Habert   | 22 min 16 s 8 | 0+1    | —              |
| Médaille d'argent  | Weronika Nowakowska  | 22 min 26 s 4 | 0+0    | + 9 s 6        |
| Médaille de bronze | Valj Semerenko       | 22 min 36 s 5 | 0+1    | + 19 s 7       |
| 4                  | Laura Dahlmeier      | 22 min 45 s 9 | 1+2    | + 29 s 1       |
| 5                  | Krystyna Guzik       | 22 min 56 s 5 | 0+1    | + 39 s 7       |
| 6                  | Ekaterina Shumilova  | 23 min 05 s 6 | 1+1    | + 48 s 8       |
| 7                  | Magdalena Gwizdoń    | 23 min 08 s 6 | 2+0    | + 51 s 8       |
| 8                  | Andreja Mali         | 23 min 18 s 7 | 1+0    | + 1 min 01 s 9 |
| 9                  | Olga Abramova        | 23 min 19 s 8 | 1+1    | + 1 min 03 s 0 |
| 10                 | Franziska Hildebrand | 23 min 26 s 6 | 1+1    | + 1 min 09 s 8 |

#### Poursuite (10 km)
| Rang               | Biathlète            | Temps         | Fautes  | Retard         |
| ------------------ | -------------------- | ------------- | ------- | -------------- |
| Médaille d'or      | Marie Dorin-Habert   | 30 min 07 s 7 | 0+0+2+1 | —              |
| Médaille d'argent  | Laura Dahlmeier      | 30 min 23 s 0 | 1+0+0+1 | + 15 s 3       |
| Médaille de bronze | Weronika Nowakowska  | 30 min 39 s 3 | 0+1+2+0 | + 31 s 6       |
| 4                  | Ekaterina Shumilova  | 30 min 56 s 4 | 0+0+0+0 | + 48 s 7       |
| 5                  | Gabriela Soukalová   | 31 min 05 s 7 | 1+0+0+0 | + 58 s 0       |
| 6                  | Franziska Hildebrand | 31 min 07 s 7 | 1+0+1+0 | + 1 min 00 s 0 |
| 7                  | Darya Domracheva     | 31 min 12 s 2 | 0+1+0+1 | + 1 min 04 s 5 |
| 8                  | Krystyna Guzik       | 31 min 19 s 9 | 2+0+0+0 | + 1 min 12 s 2 |
| 9                  | Dorothea Wierer      | 31 min 23 s 8 | 0+0+0+1 | + 1 min 16 s 1 |
| 10                 | Olga Abramova        | 31 min 34 s 2 | 1+0+1+0 | + 1 min 26 s 5 |

#### Mass Start (12,5 km)
| Rang               | Biathlète            | Temps         | Fautes  | Retard   |
| ------------------ | -------------------- | ------------- | ------- | -------- |
| Médaille d'or      | Valj Semerenko       | 34 min 32 s 9 | 0+0+0+0 | —        |
| Médaille d'argent  | Franziska Preuss     | 34 min 39 s 1 | 0+0+0+1 | + 6 s 2  |
| Médaille de bronze | Karin Oberhofer      | 34 min 45 s 5 | 1+1+0+0 | + 12 s 6 |
| 4                  | Darya Domracheva     | 34 min 47 s 6 | 0+0+2+0 | + 14 s 7 |
| 5                  | Gabriela Soukalová   | 34 min 59 s 1 | 0+0+0+1 | + 26 s 2 |
| 6                  | Franziska Hildebrand | 35 min 04 s 6 | 0+0+0+0 | + 31 s 7 |
| 7                  | Laura Dahlmeier      | 35 min 12 s 8 | 0+1+0+1 | + 39 s 9 |
| 8                  | Marie Dorin Habert   | 35 min 13 s 9 | 0+2+1+0 | + 41 s 0 |
| 9                  | Anaïs Bescond        | 35 min 14 s 4 | 0+1+0+0 | + 41 s 5 |
| 10                 | Ekaterina Shumilova  | 35 min 14 s 7 | 0+0+0+1 | + 41 s 8 |

#### Relais (4 × 6 km)
| Rang               | Biathlètes                                                                        | Temps par biathlète                                                       | Pén. + Pioches       | Retard         |
| ------------------ | --------------------------------------------------------------------------------- | ------------------------------------------------------------------------- | -------------------- | -------------- |
| Médaille d'or      | Allemagne Franziska Hildebrand Franziska Preuss Vanessa Hinz Laura Dahlmeier      | 1 h 11 min 54 s 6 18 min 18 s 8 18 min 04 s 9 18 min 17 s 7 17 min 13 s 2 | 0+6 0+2 0+3 0+1 0+0  | —              |
| Médaille d'argent  | France Anaïs Bescond Enora Latuillière Justine Braisaz Marie Dorin-Habert         | 1 h 12 min 54 s 9 18 min 13 s 8 18 min 24 s 3 19 min 22 s 1 16 min 54 s 7 | 1+9 0+1 0+2 1+4 0+2  | + 1 min 00 s 3 |
| Médaille de bronze | Italie Lisa Vittozzi Karin Oberhofer Nicole Gontier Dorothea Wierer               | 1 h 13 min 00 s 7 18 min 11 s 2 18 min 03 s 2 19 min 26 s 2 17 min 20 s 1 | 0+9 0+0 0+4 0+1      | + 1 min 06 s 1 |
| 4                  | Russie Ekaterina Glazyrina Daria Virolaynen Ekaterina Yurlova Ekaterina Shumilova | 1 h 13 min 11 s 4 18 min 06 s 7 18 min 39 s 4 18 min 25 s 7 17 min 59 s 6 | 0+7 0+0 0+3 0+1 0+3  | + 1 min 16 s 8 |
| 5                  | Norvège Marte Olsbu Synnøve Solemdal Fanny Welle-Strand Horn Tiril Eckhoff        | 1 h 13 min 19 s 2 18 min 20 s 0 18 min 58 s 0 18 min 46 s 4 17 min 14 s 8 | 0+10 0+2 0+4 0+2     | + 1 min 24 s 6 |
| 6                  | Ukraine Iryna Varvynets Juliya Dzhyma Olga Abramova Valj Semerenko                | 1 h 13 min 37 s 1 18 min 39s 60 18 min 17 s 8 19 min 15 s 3 17 min 24 s 4 | 1+9 0+3 0+1 1+3 0+2  | + 1 min 42 s 5 |
| 7                  | Biélorussie Nadezhda Skardino Nadzeya Pisareva Iryna Kryuko Darya Domracheva      | 1 h 14 min 00 s 4 18 min 21 s 2 19 min 05 s 0 18 min 44 s 6 17 min 49 s 6 | 1+8 0+1 1+4 0+0 0+3  | + 2 min 05 s 8 |
| 8                  | Tchéquie Eva Puskarčíková Gabriela Soukalová Jitka Landová Veronika Vítková       | 1 h 15 min 06 s 3 18 min 32 s 7 17 min 44 s 2 19 min 58 s 1 18 min 51 s 3 | 3+11 0+2 0+0 1+6 2+3 | + 3 min 11 s 7 |
| 9                  | Suède Elisabeth Hoegberg Mona Brorsson Anna Magnusson Emma Nilsson                | 1 h 15 min 10 s 4 18 min 50 s 3 18 min 45 s 7 19 min 17 s 1 18 min 17 s 3 | 0+5 0+2 0+1 0+2 0+0  | + 3 min 15 s 8 |
| 10                 | Canada Megan Heinicke Rosanna Crawford Audrey Vaillancourt Julia Ransom           | 1 h 15 min 34 s 1 18 min 40 s 1 18 min 42 s 9 19 min 03 s 7 19 min 07 s 4 | 1+10 0+1 1+3 0+2 0+4 | + 3 min 39 s 5 |

### Mixte

#### Relais (2 × 6 km + 2 × 7,5 km)
| Rang               | Biathlètes                                                                     | Temps par biathlète                                                       | Pén. + Pioches       | Retard         |
| ------------------ | ------------------------------------------------------------------------------ | ------------------------------------------------------------------------- | -------------------- | -------------- |
| Médaille d'or      | Tchéquie Veronika Vítková Gabriela Soukalová Michal Šlesingr Ondřej Moravec    | 1 h 20 min 27 s 2 19 min 50 s 5 19 min 44 s 8 20 min 42 s 1 20 min 09 s 8 | 0+8 0+4 0+0 0+2      | —              |
| Médaille d'argent  | France Anaïs Bescond Marie Dorin-Habert Jean-Guillaume Béatrix Martin Fourcade | 1 h 20 min 47 s 4 20 min 35 s 6 19 min 16 s 2 21 min 24 s 4 19 min 31 s 2 | 0+8 0+4 0+1 0+3 0+0  | + 20 s 2       |
| Médaille de bronze | Norvège Fanny Welle-Strand Horn Tiril Eckhoff Johannes Thingnes Bø Tarjei Bø   | 1 h 20 min 54 s 9 20 min 20 s 3 20 min 21 s 7 20 min 08 s 6 20 min 04 s 3 | 1+3 0+0 1+3 0+0      | + 27 s 7       |
| 4                  | Biélorussie Nadezhda Skardino Darya Domracheva Vladimir Chepelin Yuryi Liadov  | 1 h 20 min 58 s 2 20 min 09 s 0 18 min 59 s 4 20 min 56 s 1 20 min 52 s 5 | 0+7 0+0 0+3 0+4      | + 31 s 0       |
| 5                  | Autriche Lisa Hauser Katharina Innerhofer Sven Grosseger Simon Eder            | 1 h 21 min 27 s 5 20 min 06 s 3 20 min 42 s 8 20 min 42 s 4 19 min 56 s 0 | 0+3 0+0 0+2 0+1 0+0  | + 1 min 00 s 3 |
| 6                  | Allemagne Luise Kummer Franziska Preuss Daniel Böhm Benedikt Doll              | 1 h 21 min 50 s 0 21 min 06 s 5 20 min 04 s 9 20 min 36 s 7 20 min 01 s 9 | 0+6 0+2 0+1 0+2 0+1  | + 1 min 22 s 8 |
| 7                  | Italie Dorothea Wierer Karin Oberhofer Dominik Windisch Lukas Hofer            | 1 h 21 min 51 s 9 20 min 30 s 0 20 min 01 s 1 21 min 01 s 5 20 min 19 s 3 | 0+10 0+2 0+1 0+3 0+4 | + 1 min 24 s 7 |
| 8                  | États-Unis Susan Dunklee Hannah Dreissigacker Lowell Bailey Leif Nordgren      | 1 h 22 min 13 s 8 20 min 01 s 2 21 min 10 s 6 20 min 54 s 6 20 min 07 s 4 | 1+8 0+2 1+5 0+0 0+1  | + 1 min 46 s 6 |
| 9                  | Finlande Mari Laukkanen Kaisa Mäkäräinen Ahti Toivanen Olli Hiidensalo         | 1 h 22 min 26 s 7 20 min 35 s 2 18 min 54 s 4 21 min 55 s 5 21 min 01 s 6 | 0+8 0+3 0+0 0+1 0+4  | + 1 min 59 s 5 |
| 10                 | Russie Yana Romanova Olga Podchufarova Maxim Tsvetkov Anton Shipulin           | 1 h 22 min 27 s 4 20 min 27 s 0 20 min 40 s 7 21 min 32 s 8 19 min 46 s 9 | 0+2 0+0 0+1 0+0      | + 2 min 00 s 2 |